# M3 Lee/Grant
Il carro medio M3 era un carro armato medio in servizio nelle divisioni corazzate Alleate dal '42 al '44. I carri con torretta americana erano chiamati Lee, in onore del generale Robert E. Lee. La variante con torretta britannica era conosciuta come Grant, dal generale   unionista Ulysses S. Grant. Ampiamente usato durante la seconda guerra mondiale, inizialmente diede buona prova sul fronte del Nordafrica dove risultò superiore ai Panzer III e ai carri M14/41 italiani, mentre poteva battersi alla pari con le prime versioni dei Panzer IV. Ma dal 1943 i suoi limiti  vennero a galla e fu presto sostituito dall'M4 Sherman.

## Contesto storico
All'inizio delle ostilità la Gran Bretagna era priva di una vera componente corazzata, limitata ad un numero insufficiente di carri medi e di mezzi leggeri. I 'leggeri' tipo Mk I Matilda erano appena sufficienti per il combattimento, e i Mk II Matilda dovevano essere ancora consegnati. A peggiorare le cose, i carri 'cruiser' prodotti erano dotati di un cannone con eccellenti prestazioni di perforazione, ma la sua corazza era stata ridotta per aumentare la mobilità, menomata dalla scarsa affidabilità della meccanica. Al settembre 1939 erano presenti circa 1100 carri leggeri e 170 medi, e da questi pochi veicoli si iniziò a costruire le divisioni e le brigate corazzate inglesi, malgrado le perdite e i problemi operativi.
Col passare del tempo la situazione si era fatta preoccupante: la Germania nazista in pochi mesi conquistò l'intera Europa. La Gran Bretagna alla fine del 1940 aveva disperatamente bisogno d'aiuto: tranne che per i carri Mk II Matilda, non aveva i mezzi per difendersi efficacemente dai Panzer III e Panzer IV. L'unica soluzione possibile  era un aiuto dagli americani. Ma anche le truppe corazzate americane erano ancora a livelli embrionali. In 20 anni di progettazioni ed esperimenti, tutto quello che era stato prodotto assommava a circa 300 veicoli, obsolescenti. I nuovi carri della serie M2, sia leggeri che medi, avevano cannoni da 37 mm che non davano possibilità contro i carri di nuova generazione, presenti in Europa e in URSS.

Ma l'isolamento degli USA non dava loro l'immediata necessità di costituire una forza da combattimento di grandi dimensioni, ed in ogni caso vi era la potenza industriale ed economica per materializzarla. L'unico problema era su quali progetti puntare, perché le tecnologie e i tipi di riferimento erano oramai da sostituire in maniera integrale. Per guadagnare tempo, si decise di utilizzare quanto di immediatamente disponibile.

## Progettazione e produzione
Il progetto di questo carro venne concretizzato nei primi anni quaranta. Esso rappresentava il primo tentativo americano di sistemare un cannone da 75 mm sui propri veicoli, anche se non in torretta, perché non era abbastanza grande per ospitarlo, ma in casamatta. Questo concetto era condiviso con il carro italiano M11/39, e come questo, era chiaro che il nuovo carro medio M3 Lee,  poteva essere solo un ripiego per l'immediato bisogno di nuovi carri.
Il nuovo mezzo venne basato sul prototipo T5E2, del 1938. Esso sostituì così i contratti per il carro medio M2A1, già stipulati nel 1940.
Fu principalmente la Chrysler ad assumersi il compito di produrre questo nuovo mezzo (la produzione arrivò fino a 50 pezzi la settimana). La produzione partì rapidamente e per metà 1942 ne erano stati realizzati oltre 5000 esemplari.

### Scafo e corazzatura
Il nuovo mezzo aveva una struttura rivettata e imbullonata, in acciaio speciale. Gli spessori erano di circa 50 mm, 2 pollici, per la parte frontale, inclinata, e 38 mm, un pollice e mezzo, per i fianchi, peraltro piuttosto alti e verticali. Il fondo e la parte superiore arrivavano a circa 15 mm.

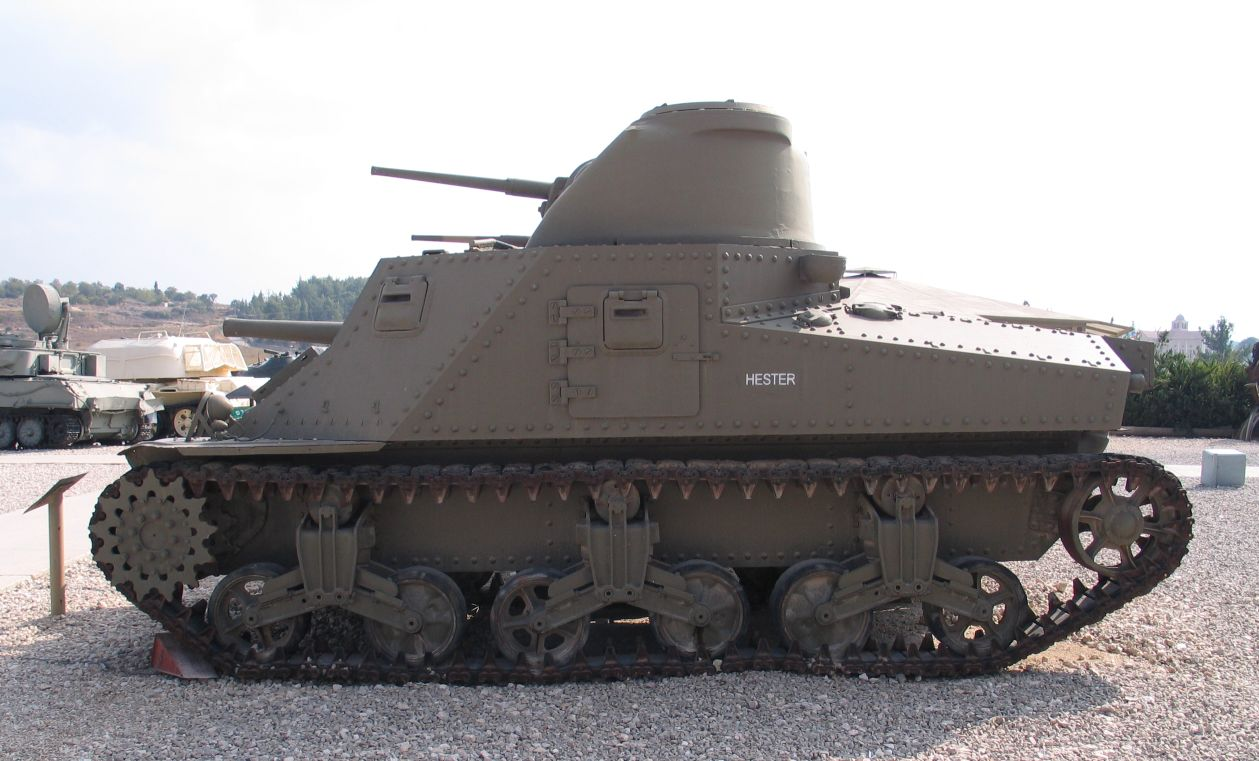
La caratteristica sagoma del Lee, privo peraltro della cupola con mitragliatrice

Lo scafo era a forma assai scatolata, con la ricerca di un volume elevato per ospitare il numeroso equipaggio, necessario per azionare le armi che costituivano un insieme piuttosto complesso.

La disposizione verteva su una postazione d'artiglieria a destra, in casamatta, il pilota a lato, dietro il comparto di combattimento con tanto di torrette. Dietro era presente il motore, il cui vano risultava molto più basso e nettamente separato dal comparto di combattimento, tanto che questo possedeva feritoie di tiro anche verso la parte posteriore.
La parte inferiore del frontale dello scafo era costituita da 3 sezioni arrotondate, sistemate attorno alla trasmissione. Le altre piastre cercavano di assicurare una certa inclinazione nella parte frontale del mezzo, la torretta aveva buone doti balistiche, numerose erano le feritoie di osservazione e i portelli disponibili per abbandonare in fretta il mezzo, che ad un certo punto ebbe anche una botola ventrale d'emergenza.
Molte delle componenti meccaniche e della progettazione comunque erano analoghe a quelle del carro M2, per semplificare la produzione del mezzo.
Tra le dotazioni standard, era sempre presente la radio, un totale di 7 portelloni per l'equipaggio e infine apparati ottici piuttosto completi per l'osservazione e il tiro con i portelli chiusi.

### Meccanica

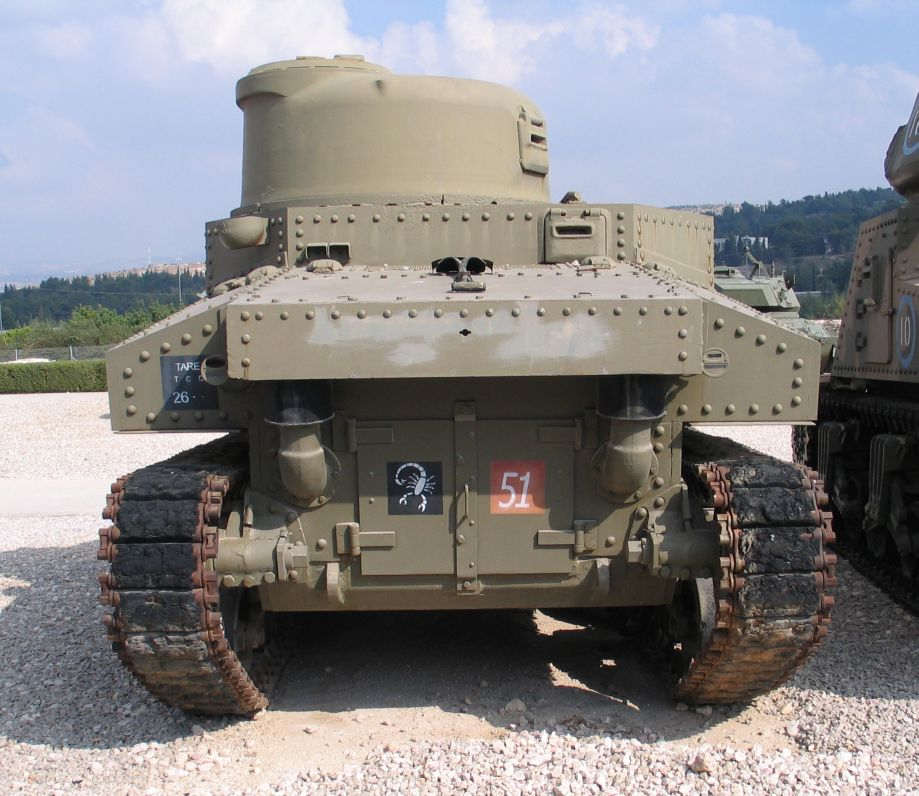
La sagoma dell'M3 ha un aspetto singolare e sgraziato vista anche da dietro, con lo scafo superiore molto più largo dell'inferiore

Il motore usato nella prima versione del mezzo, l'M3 Lee, era un Continental R-975 da 340 hp a 9 cilindri, raffreddato ad aria, che era posto dietro il veicolo e dotato di un complesso cambio-trasmissione che rendeva possibile l'uso delle ruote anteriori come motrici. Questo tipo di arrangiamento, oggi non applicato in nessun veicolo, era all'epoca molto diffuso per la progettazione di carri armati. Un portello di ispezione era sistemato tra i cingoli, per accedere al motore del veicolo, perché non ve ne erano superiormente.
Le sospensioni erano a mollone verticale, del tipo standard che all'epoca avevano i mezzi americani. Esse erano costituite da 3 carrelli da 2 ruote di medio diametro l'uno, ciascuno con un rullo reggicingolo sistemato vicino. La ruota anteriore e quella posteriore erano 'a stella', di disegno caratteristico. I cingoli erano con connettori e piastre lisce, con dentatura centrale molto accentuata per evitare lo scingolamento. Le prestazioni velocistiche e le caratteristiche generali della meccanica erano nel complesso molto buone, anche se non eccezionali.

### Armamento
Una delle caratteristiche che diedero luogo alle maggiori speranze e perplessità era l'armamento, che presentava pro e contro.
L'armamento principale era costituito dal cannone 75 mm M3/M4, nient'altro che un derivato del 75 mm Mle. 1897, il cannone francese da 75 mm della fine del secolo precedente, che per le sue eccellenti caratteristiche fu adottato dall'esercito USA come artiglieria divisionale. Esso aveva una lunghezza di 37 calibri, ma molte delle prime armi in realtà avevano canne più corte. L'arma era dotata di una scudatura ma soprattutto di un sistema di girostabilizzazione, che consentiva in teoria di sparare in movimento.

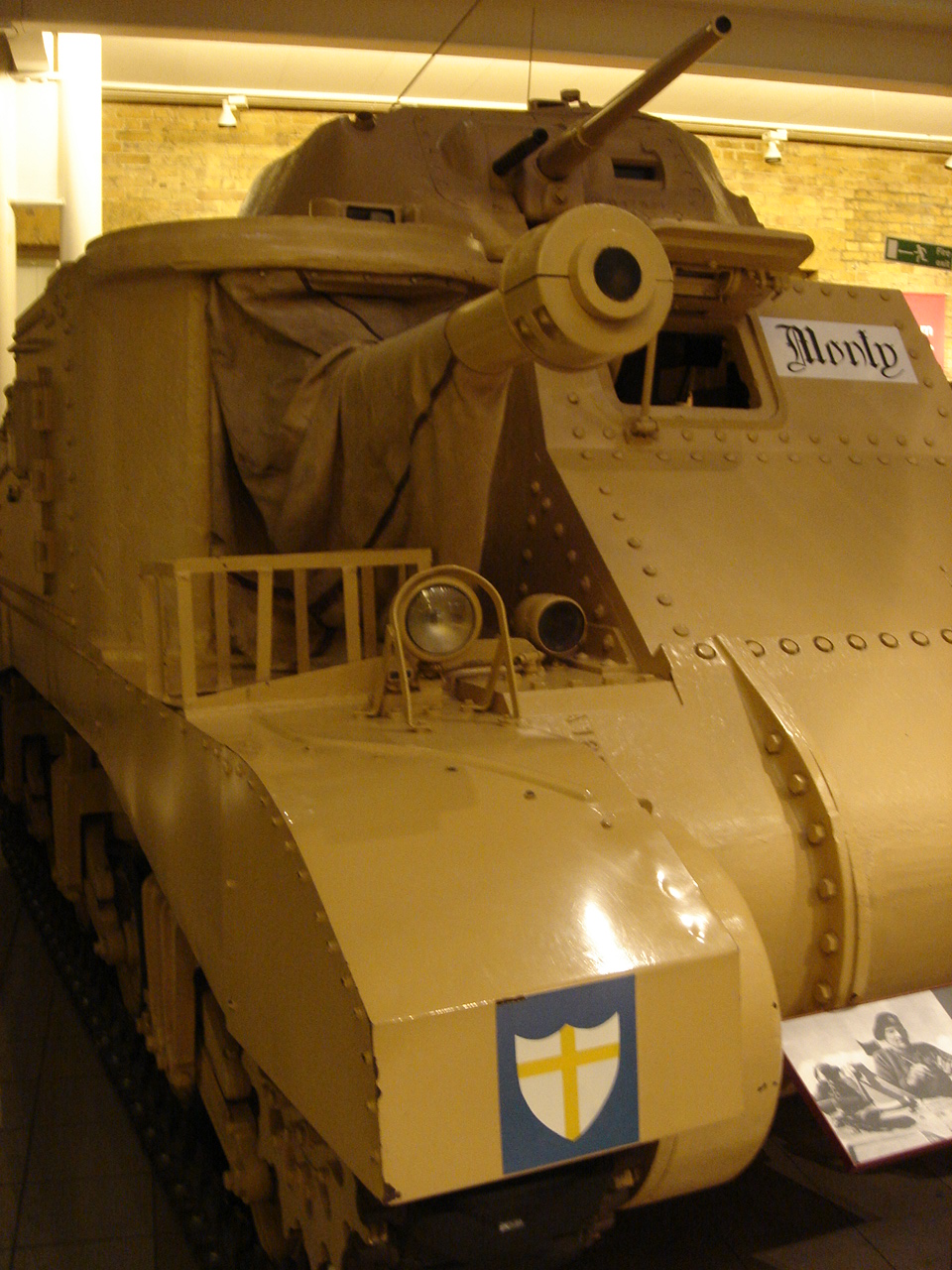
Questo cannone, del primo modello, mostra il pesante contrappeso alla sua estremità

Dal momento che esso era calibrato per i cannoni a canna normale, per quelli corti fu adottato un contrappeso di forma caratteristica a cilindro attorno all'estremità della canna. La dotazione di munizioni era di 46 colpi, un valore piuttosto limitato per le esigenze dell'epoca, ma i proiettili erano capaci di affrontare corazzati di ogni tipo al momento della loro comparsa in qualità di artiglieria per carri armati. La limitazione reale era quella che i cannoni erano sistemati in una casamatta laterale, a destra, il che consentiva un brandeggio di soli 30 gradi complessivi. Praticamente, si trattava più di un cannone d'assalto che di un carro armato.
La struttura prevedeva, apparentemente più per difesa che per offesa, anche una torretta rotante con un cannone da 37 mm M5/M6 di ascendenze tedesche. Questa torre era sistemata sul lato sinistro dello scafo, sistemata quindi in maniera asimmetrica data la casamatta sul lato destro. La sua capacità di brandeggio era di 360 gradi, ma in questo carro armato, la potenza di un cannone di calibro sufficiente e la brandeggiabilità totale non potevano essere abbinate, perché l'anello di rotolamento della torre era troppo piccolo per ospitare grosse armi.

Il cannone da 37 era comunque dotato di quasi 200 colpi e perforava circa 40 mm a 400 m, circa la metà di quello da 75.

Inoltre non aveva una granata esplosiva abbastanza efficace, essendo il peso di circa mezzo chilo contro 6 del pezzo da 75 mm.
Le mitragliatrici erano presenti in un totale di 4 esemplari Browning M1919A4 in calibro .30 (7,62 mm), 1 coassiale al cannone da 37, 1 sistemata nella cupola del capocarro e 2 a lato del pilota, fisse in avanti. La cupola rotante del capocarro era a tutti gli effetti un'altra torretta, coassiale con la prima e conferente al mezzo una sagoma estremamente caratteristica, nonché molto alta. In tutto il mezzo conteneva 6 uomini, pilota, capocarro, cannoniere di torretta, cannoniere di prua, 2 caricatori.

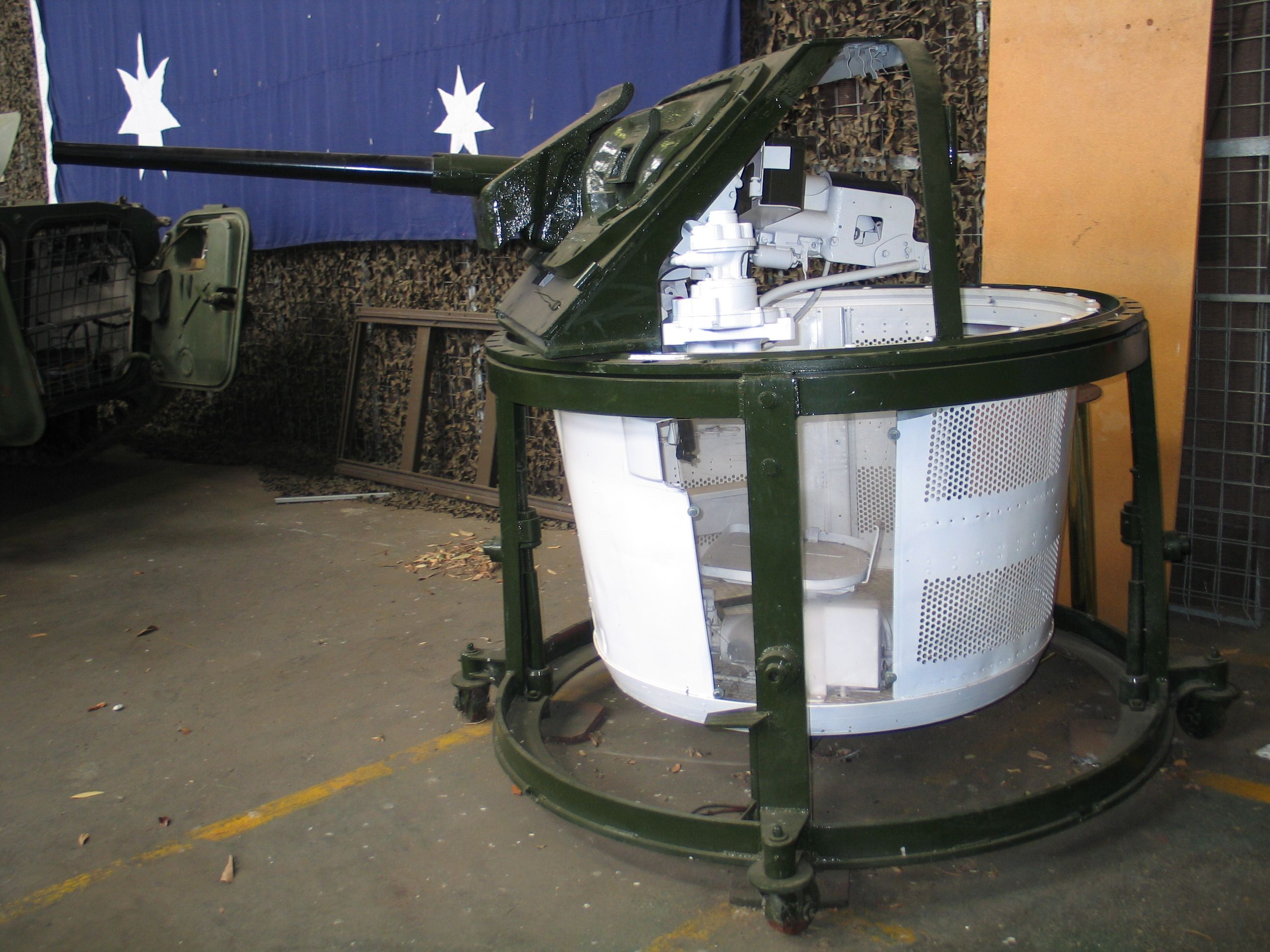
Un cannone da 37 mm che poteva essere montato sul M3

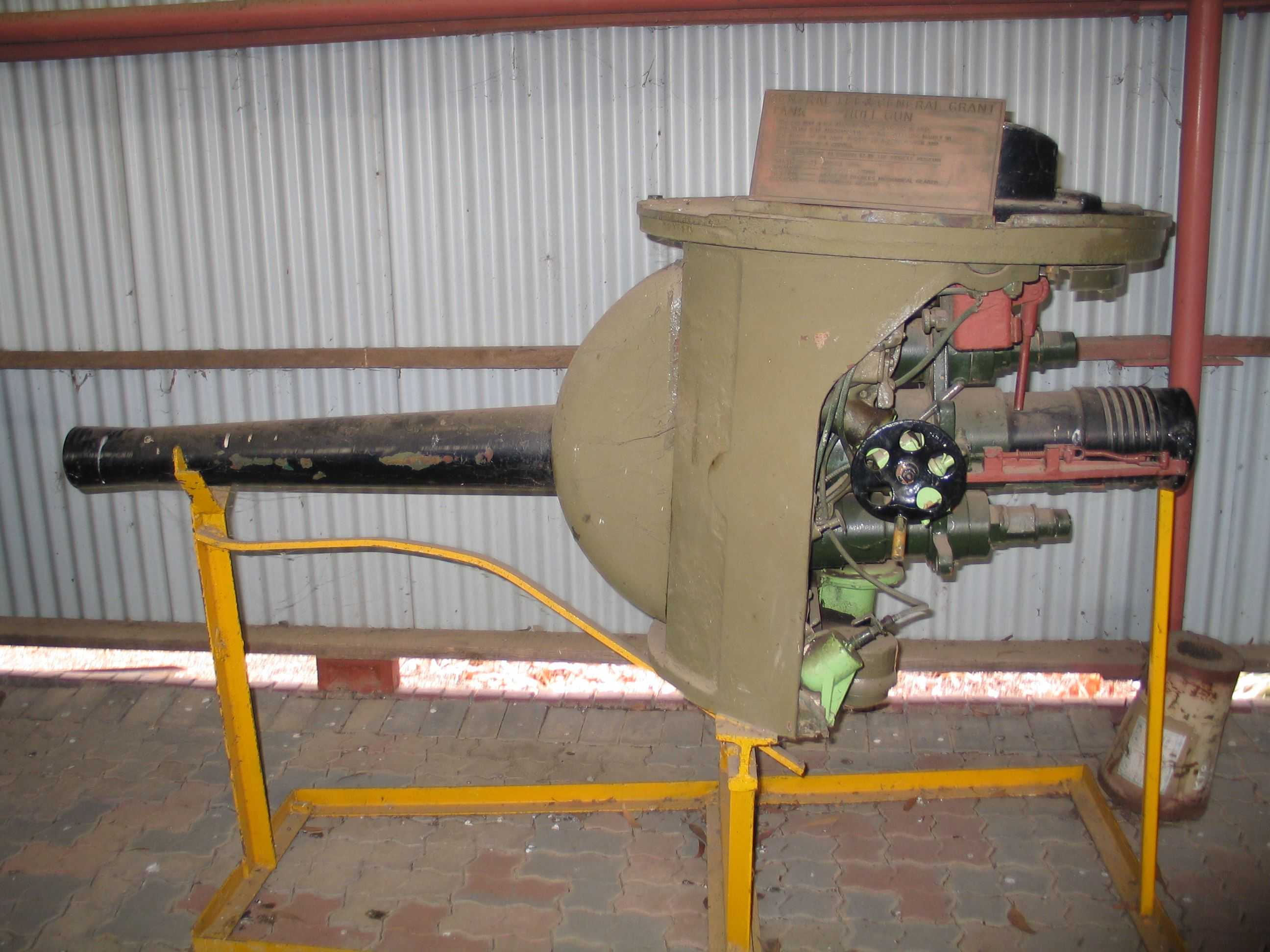
Il cannone da 75 mm

Il carro M3 Grant aveva rispetto all M3 Lee una torretta di produzione nazionale inglese, ricavata per fusione e priva della postazione protetta per la mitragliatrice superiore. Quindi si può concludere che la differenza fra Lee e Grant è solo nominale.
Qui sotto è possibile osservare le armi principali dell'M3, la prima (il 37 mm) era in grado di perforare 30 mm di corazza a poche centinaia di metri, il secondo poteva perforare fino a 50/60 mm di corazza a mezzo chilometro.

## Varianti

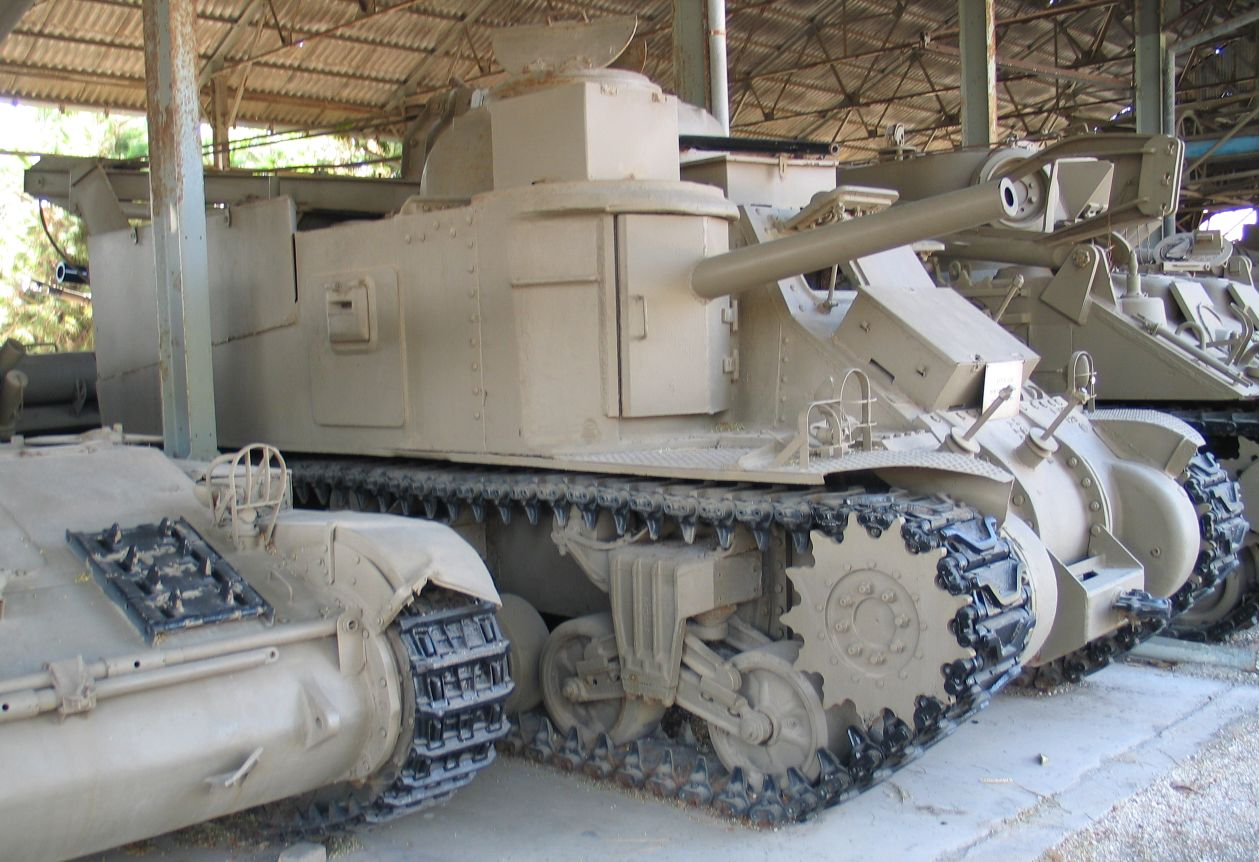
M31 TRV con simulacro di cannone.

Ai carri originali, chiamati M3, vennero aggiunti altri modelli secondari, come gli M3A1, A2,A3,A4 e A5. Per l'agosto 1942 già 3243 mezzi erano stati prodotti dalla Crysler e altri 1681 da ditte secondarie.
Tra i miglioramenti ottenuti durante il pur breve ciclo produttivo vi fu la sostituzione del cannone M2 da 75 mm a canna corta con il modello a canna allungata, apparve un periscopio per il pilota e 2 ventilatori per la camera di combattimento. Gli scafi vennero talvolta costruiti per fusione (M3A1), realizzati dall'unica industria americana capace di farlo, la American Loco, che ne costruì 300.
Infine arrivò la costruzione saldata, più semplice da eseguire della fusione e più robusta della rivettatura. Questi erano gli M3A2 e A3, dotati anche di motori diesel invece dei soliti sistemi a benzina di origine aeronautica, che erano piuttosto alti e contribuivano ad una sagoma davvero troppo alta del mezzo.

Tra le tante versioni speciali, da segnalare il semovente M.12, con cannone da 155 mm che però non fu un grande successo, realizzato in 100 esemplari.

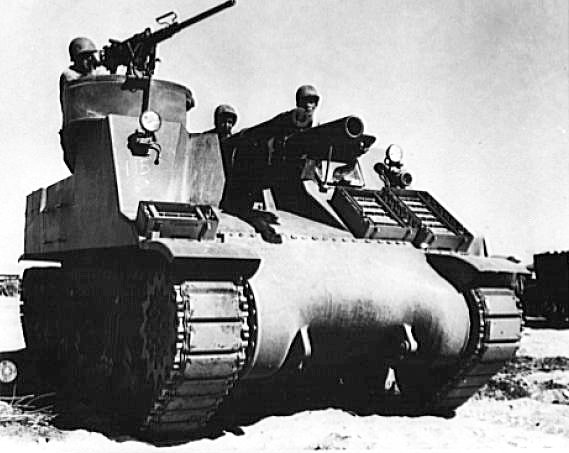
M7 Priest, obice semovente basato sulla meccanica dell' M3 Lee

La versione con un obice da 105 mm, la M7, fu di gran lunga di maggior successo, grazie anche alla struttura che offriva maggiore protezione. L'M7 veniva chiamato Priest (prete), per via dell'affusto per la mitragliatrice pesante da difesa ravvicinata, e spesso nelle cerimonie da campo venne usato davvero come pulpito.

Con l'obice divisionale da 105 mm e una grossa quantità di munizioni disponibile questo sistema d'artiglieria era capace di fornire un appoggio di fuoco rilevante alle unità corazzate che oltretutto erano basate su carri dalle caratteristiche meccaniche similari.
Altri modelli riguardavano i trattori d'artiglieria, veicoli recupero e altri tipi ancora, incluso quello con proiettore per l'uso notturno, inventato dai britannici e chiamato Grant CDL. Esisteva anche un veicolo gettaponte, l'M31, modifica campale di limitato impiego.
La versione costruita specificatamente per gli inglesi era nota come Grant, e non aveva la cupola del capocarro, risparmiando 30 cm di altezza, mentre la torretta da 37 era più larga e lunga, con una struttura sporgente dall'anello di torretta nella parte posteriore.

### Varianti statunitensi

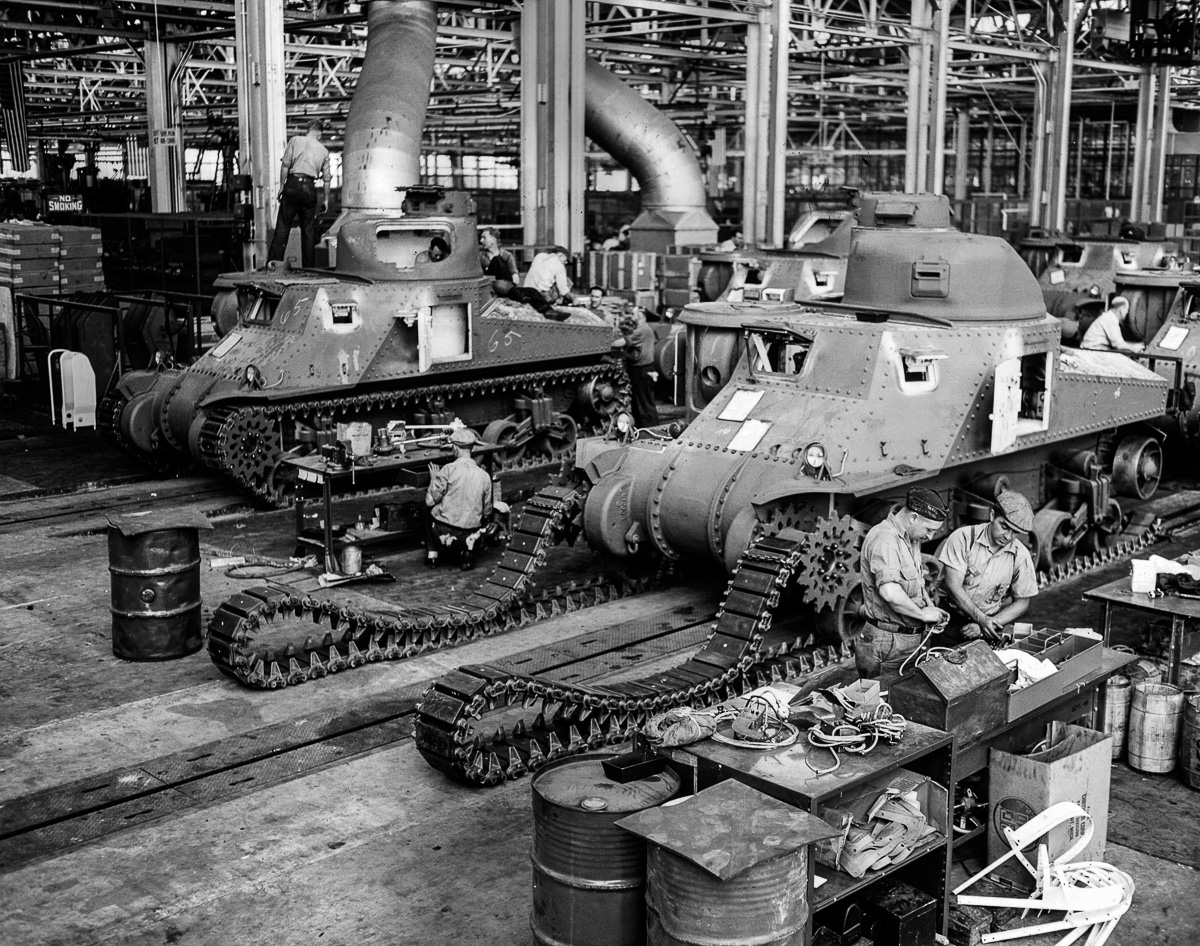
Linea di produzione M3 Lee in uno stabilimento Chrysler.

Tra parentesi la denominazione britannica.
M3 (Lee I/Grant I)
Scafo in lamiere rivettate, torretta a profilo alto, motore a benzina. 4.724 esemplari prodotti.
M3A1 (Lee II)
Scafo in fusione (bordi arrotondati). 300 esemplari prodotti.
M3A2 (Lee III)
Scafo in lamiere saldate (bordi inclinati). Solo 12 esemplari prodotti.
M3A3 (Lee IV/Lee V)
Scafo saldato, due motori diesel GM 6-71 accoppiati, portelli laterali saldati o eliminati. 322 esemplari prodotti.
M3A4 (Lee VI)
Scafo allungato in lamiere rivettate, motore Chrysler A57 Multibank (cilindrata 21 litri, cinque cilindri, 480 hp a 2.700 rpm), portelli laterali eliminati. 109  esemplari prodotti.
M3A5 (Grant II)
Scafo in lamiere rivettate, due motori diesel GM 6-71 accoppiati. Sebbene dotato della torretta originale del Lee, dagli inglesi venne denominato Grant II. 591 esemplari prodotti.
M31 Tank Recovery Vehicle (Grant ARV I)
Variante da recupero basata sullo scafo M3, con simulacro di torretta e cannone da 75 mm finto, equipaggiato con verricello da 27 tonnellate.
M31B1 Tank Recovery Vehicle
Basato su scafo M3A3.
M31B2 Tank Recovery Vehicle
Basato su scafo M3A5.
M33 Prime Mover
M31 TRV convertiti in trattori d'artiglieria, con torretta e gru rimosse. 109 esemplari convertiti tra il 1943 ed il 1944.
105 mm Howitzer Motor Carriage M7 (Priest)
Obice da 105 mm M1/M2 su scafo M3 con sovrastruttura aperta. Una versione disarmata venne usata come veicolo da osservazione per l'artiglieria.
155 mm Gun Motor Carriage M12
Progettato come T6, cannone da 155 mm M1917/1918M1 su scafo M3 con sovrastruttura aperta. 100 esemplari prodotti tra il 1942 ed il 1943. Venne realizzata anche la versione 'M30 Cargo Carrier sullo stesso scafo per il trasporto delle munizioni e dei serventi.

### Varianti britanniche
- Grant ARV

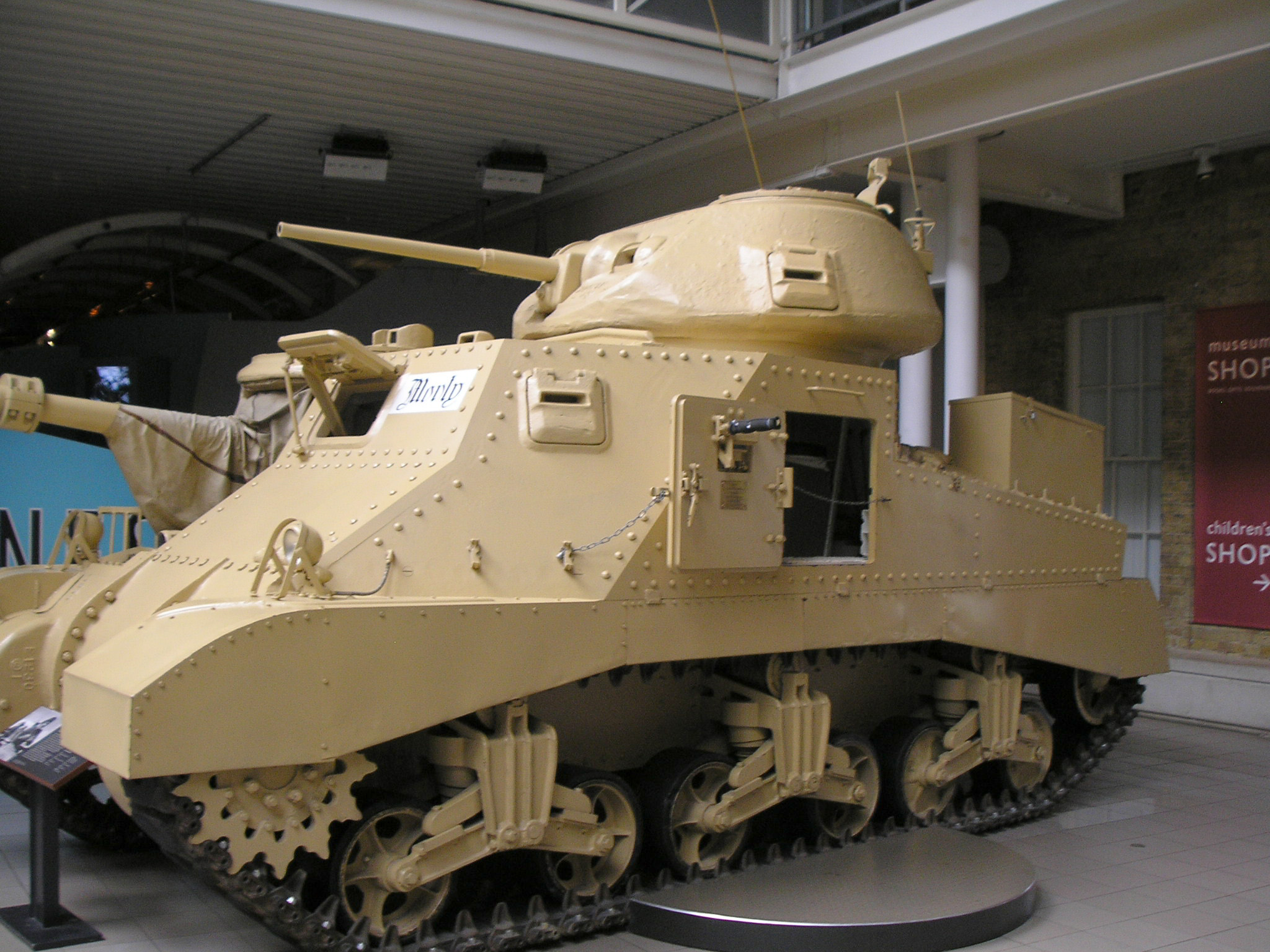
Un Grant variante carro comando usata dal generale Montgomery, esposto presso l'Imperial War Museum di Londra.

  - Cannoni rimossi e sostituiti con equipaggiamenti da veicolo corazzato da recupero.
- Grant Command
  - Versione carro comando equipaggiata con tavolo per cartografia ed equipaggiamento radio aggiuntivo, con cannoni rimossi o sostituiti da simulacri.
- Grant Scorpion III
  - Cannone da 75 mm rimosso, equipaggiato con sistema di sminamento flail Scorpion III. Realizzato in pochi esemplari all'inizio del 1943 per l'impiego in Nordafrica.
- Grant Scorpion IV
  - Scorpion III con motore addizionale per aumentare la potenza dei flagelli Scorpion.
- Grant CDL
  - Versione fotoelettrica, torretta da 37 mm sostituita dal sistema "Canal Defence Light", dotato di un potente faro di ricerca e di una mitragliatrice. 355 esemplari prodotti anche dagli americani con la denominazione Shop Tractor T10.

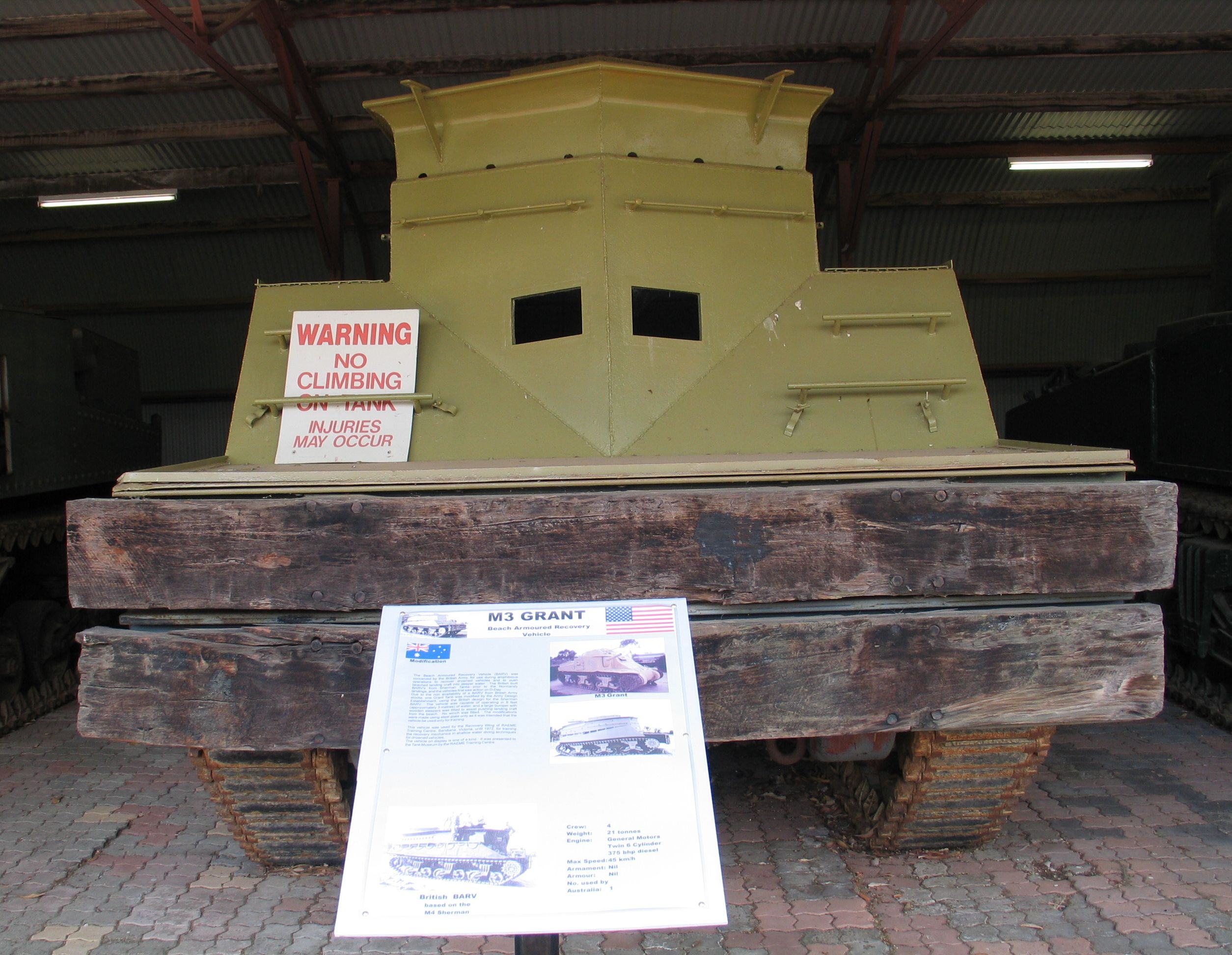
M3 BARV australiano.

### Varianti australiane
- M3 BARV
  - Un solo M3A5 fu convertito in BARV ("Beach Armoured Recovery Vehicle".
- Yeramba Self Propelled Gun.
  - Semovente australiano su scafo M3A5 equipaggiato con cannone Ordnance QF 25 lb, conversione molto simile a quella del Sexton canadese. 13 veicoli costruiti nel 1949.

## Impiego operativo
Il Lee/Grant combatterà per la prima volta in Nord Africa nel 1942 dando una discreta prova delle sue qualità: negli scontri diretti grazie all'armamento e alla velocità riusciva ad avere la meglio in molte occasioni (il 65% secondo le statistiche) ma soffriva spesso negli agguati, dato che prima di poter puntare il nemico con l'arma principale (in casamatta), veniva colpito almeno un paio di volte.

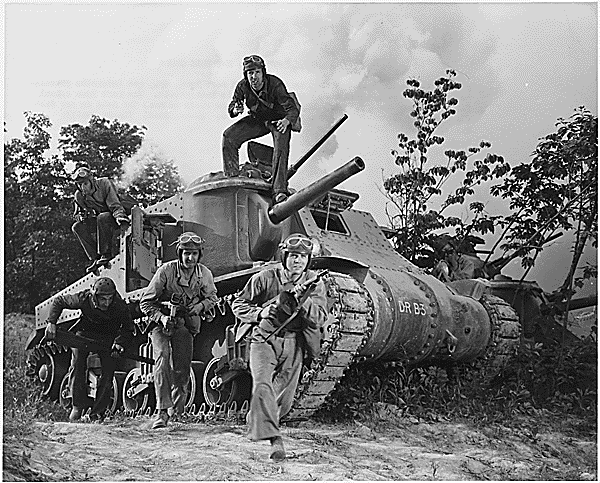
Un Lee in un'esercitazione a Ft. Knox, lontano dai teatri operativi

La prima fornitura di questi carri americani, agli inizi del 1942, venne data in dotazione al 5º, 3º e 8º reggimento corazzato della 4 brigata corazzata, appartenente a sua volta alla Settima divisione corazzata, una delle migliori del British Army ed impegnata con l'Ottava armata britannica in NordAfrica contro l'Armata corazzata italo-tedesca.
La loro apparizione costituì un brutto colpo per i tedeschi e gli italiani, che finalmente trovavano davanti a sé un esempio concreto di aiuto dato dagli americani agli alleati britannici, dopo i piccoli e limitati M3 leggeri, armati con il 37 mm.
La necessità di questi nuovi carri era dettata non tanto dalle prestazioni dei cannoni in termini di capacità perforante, ma dal fatto che i cannoni inglesi erano in genere privi di proiettili esplosivi, pertanto non potevano neutralizzare quasi mai le postazioni di artiglieria controcarro nemici. Anche i nuovi pezzi da 57 mm avevano questo problema, nonostante fossero, in termini di perforazione, almeno pari ai 75 USA.

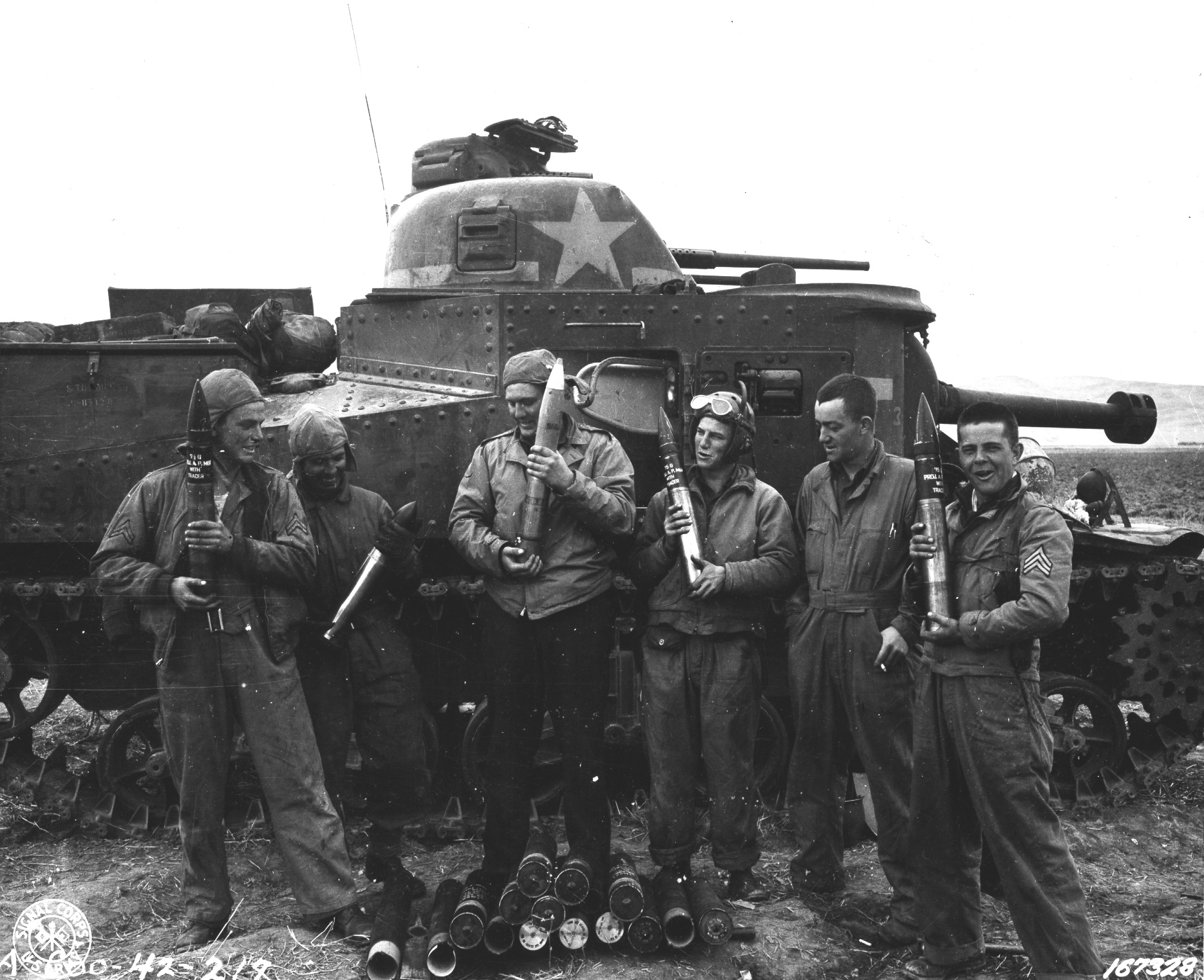
Un carro M3 Lee corredato dalla sua cupola originaria

### La campagna del Nord Africa

#### Tobruk
La prima azione dei nuovi carri, avvenuta durante l'avanzata delle truppe dell'Asse in Marmarica, che culminerà con la conquista di Tobruk. I Reggimenti britannici si batterono aspramente, rallentando l'avanzata dei reparti nemici, a 'Ayn al-Ghazala, fino a quando vennero respinti definitivamente da 3 batterie di cannoni da 88mm
tedeschi. Essi vennero ribattezzati ELH, Egypt Last Hope, perché a quel punto non v'era quasi nulla per fermare le avanzanti forze di Rommel.
In dettaglio, i primi carri armati M3 Grant vennero consegnati nella primavera del 1942, e i 3 reggimenti della Settima divisione corazzata, ciascuno con 2 squadroni di carri medi e uno di carri leggeri, avevano esclusivamente materiale americano.

I carri leggeri erano gli M3 Stuart, armati con il 37 mm ed entrati in azione per la prima volta durante l'Operazione Crusader, scatenata dai britannici il novembre precedente con l'obiettivo di distruggere, senza molto successo, le forze corazzate dell'Asse.

I carri medi dei 6 squadroni complessivamente possedevano 167 M3 Grant, carri che con il loro cannone e la robusta corazzatura potevano sopraffare la maggior parte dei mezzi nemici giocando finalmente in una condizione di superiorità, che i carri britannici del tipo più recente, i Mk VI Crusader, avevano fallito a dimostrare nell'omonima operazione, in cui debuttarono.
A cominciare dal 26 maggio, Erwin Rommel attaccò le posizioni inglesi, e nonostante possedesse poco oltre che 500 carri contro i quasi 900 britannici, riuscì a passare ben presto le prime linee britanniche, utilizzando la fanteria italiana per aprirvi un varco e poi andando in profondità con i Panzer.

Dopo una finta lungo la costa fatta dall'artiglieria italiana, i carri tedeschi attaccarono a sud, dove incapparono nella reazione britannica, perché Claude Auchinleck si aspettava un'eventuale manovra del genere, conoscendo Rommel. Ma la battaglia con la Quarta Brigata corazzata impegnò a fondo i tedeschi, che rimasero sconcertati dalla presenza di tali mezzi, i cui cannoni risultavano letali anche a lungo raggio.

Ma la reazione dei cannoni da 88cm, intervenuti sui fianchi, mise in fuga i carri britannici, che ritentarono però con risultati totalmente negativi. In un giorno, i tedeschi avevano già scoperto il punto debole dell'M3: i fianchi.
I contrattacchi inglesi, meno centralizzati di quelli dell'Asse vennero però contrastati anche in altri settori, specialmente a Bir Hakeim, dove si combatté fino al 12 giugno. Solo in quest'ultimo giorno vennero distrutti circa 120 carri inglesi di vario tipo dalle azioni congiunte dei corazzati italo-tedeschi. Alla fine venne raggiunto il porto di Tobruk, che cadde il 22 giugno dopo 2 giorni di assedio.

Questo suscitò enorme impressione, come le perdite in generale, tra cui 1000 carri armati e 45.000 prigionieri, subite dal Commonwealth. Questi numeri dimostrano come nei combattimenti nel deserto le sorti possano rapidamente mutare, con la mobilità che consente di tramutare rapidamente una sconfitta in rotta, e l'inefficienza delle postazioni statiche in termini di difesa da attacchi di forze mobili, giusto come avvenne nel 1940 con l'Operazione Compass.

Ma vi era un rovescio della medaglia: Roosevelt, intenzionato a non far cadere la Gran Bretagna si interessò a fornire a Winston Churchill, il primo ministro inglese,  una massa di nuovi armamenti, tra cui i carri M4 Sherman, finalmente dotati di torre girevole.
La carriera dei Grant non finì certo a Tobruk. Combattendo furiosamente, essi riuscirono via via a rallentare gli italo-tedeschi, che avevano appena conosciuto il loro maggiore momento di gloria, con Rommel che assurgeva ad autentico mito anche tra i soldati Alleati.

L'attacco successivo avvenne a Marsa Matruh.

Rommel non credeva che gli inglesi avessero ancora 159 carri, mentre gli inglesi non pensavano che i tedeschi avessero solo una sessantina di mezzi: così si ritirarono quasi senza reagire di fronte all'arrivo dei tedeschi.

#### El Alamein
Nella battaglia successiva, la prima battaglia di El Alamein, le forze dell'Asse vennero definitivamente fermate. Con pochissimi mezzi, esse si ritrovarono di fronte una linea difensiva di pillbox (casematte circondate da campi minati) che coprivano tutti i varchi tra la costa e la depressione di Qattara. Dopo vari tentativi e i contrattacchi inglesi, Rommel comprese che non c'era modo di superare questo ostacolo, ora che le sue forze erano rimaste limitate a poche migliaia di uomini sfiniti e pochi carri armati logori.
Dopo alcuni mesi di battaglie, la linea si era dunque stabilizzata ad El-Alamein, dove vi fu una battaglia decisiva alla fine di ottobre, la seconda del totale combattuto. Qui oltre 1200 carri inglesi respinsero gli italo-tedeschi dalle loro posizioni nel più grande fatto d'arme della guerra nel deserto. Tra questi mezzi vi erano 250 carri M 3 e un numero leggermente maggiore di M 4 Sherman, i loro sostituiti.
Gli M3 combatterono anche nell'invasione del Marocco da parte americana nel novembre del 1942. Le divisioni corazzate USA, formate nel 1941 a seguito dei successi tedeschi, erano basate all'epoca con una struttura molto flessibile, organizzabile in gruppi di combattimento completi (Combat command) di fanteria e artiglieria, ma imperniati sul battaglione corazzato, con 3 compagnie di carri medi e una leggeri, tutte con 17 veicoli su 3 plotoni più i mezzi di comando.
In guerra, i grossi M3 Lee vennero utilizzati anche contro i giapponesi.